# Phản ứng có hại của thuốc
Phản ứng có hại của thuốc (adverse drug reaction - ADR) là các chấn thương do dùng thuốc. ADRs có thể xảy ra sau một liều duy nhất hoặc chính quyền kéo dài của một loại thuốc hoặc là kết quả của sự kết hợp của hai hay nhiều loại thuốc. Ý nghĩa của thể hiện này khác với ý nghĩa của " tác dụng phụ ", vì thể hiện tác dụng phụ cũng có thể ngụ ý rằng các hiệu ứng có thể có lợi. Nghiên cứu về ADR là mối quan tâm của lĩnh vực được gọi là cảnh giác dược. Một sự kiện bất lợi của thuốc (adverse drug even -ADE) đề cập đến bất kỳ thương tích nào xảy ra tại thời điểm sử dụng thuốc, cho dù nó có được xác định là nguyên nhân gây thương tích hay không. Một ADR là một loại ADE đặc biệt trong đó mối quan hệ nhân quả có thể được hiển thị. ADR chỉ là một loại tác hại liên quan đến thuốc, vì tác hại cũng có thể được gây ra bằng cách bỏ qua để dùng thuốc được chỉ định.

## Vị trí
Các tác dụng bất lợi có thể là cục bộ, tức là giới hạn ở một vị trí nhất định hoặc toàn thân, trong đó thuốc đã gây ra tác dụng phụ trong suốt quá trình lưu thông toàn thân.
Ví dụ, một số thuốc chống tăng huyết áp mắt gây ra tác dụng toàn thân, mặc dù chúng được sử dụng cục bộ dưới dạng thuốc nhỏ mắt, do một phần thuốc thoát ra khỏi hệ thống tuần hoàn.

## Cơ chế

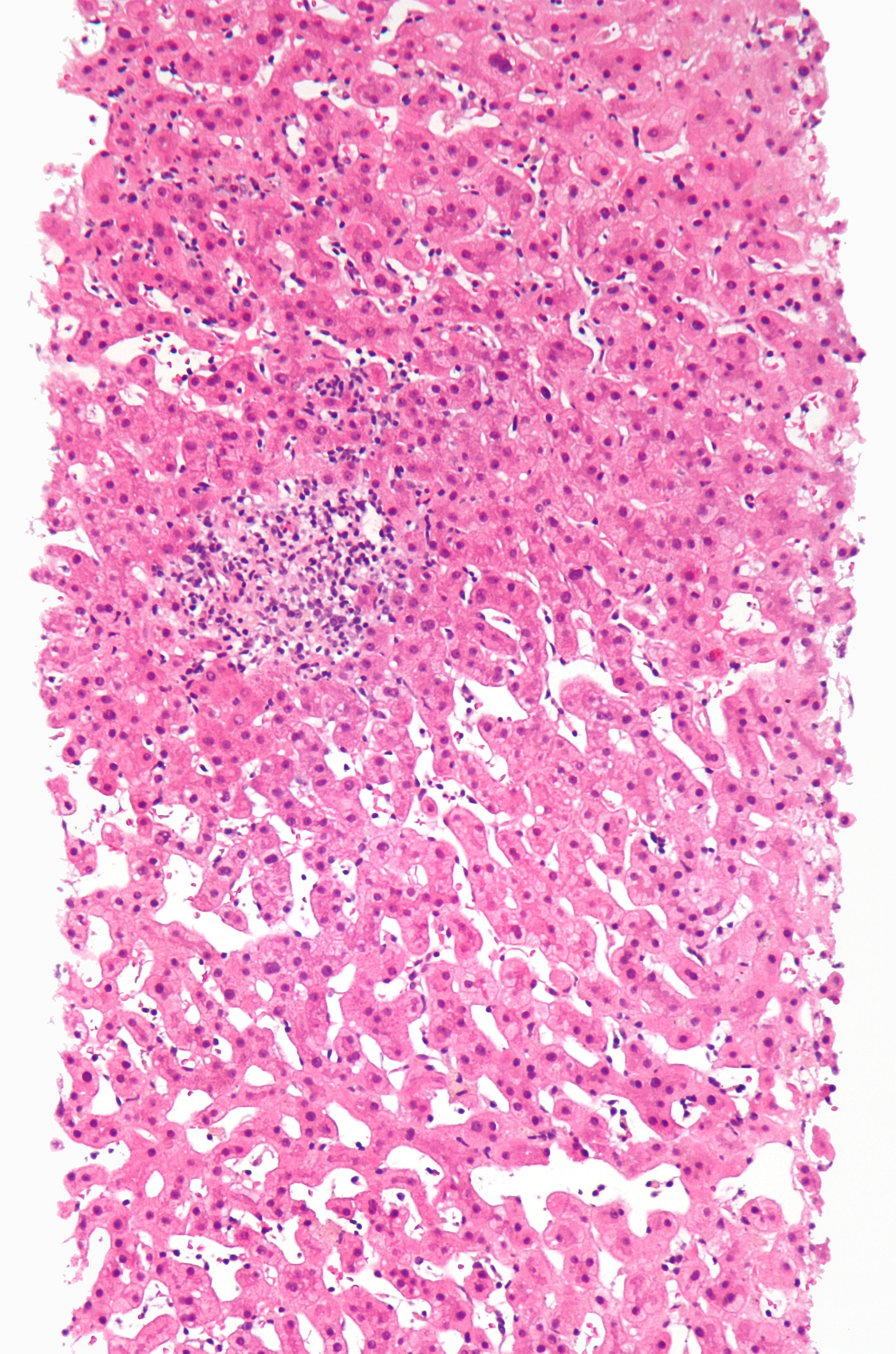
Phản ứng có hại của thuốc dẫn đến viêm gan (viêm gan do thuốc) với granulomata. Các nguyên nhân khác đã được loại trừ với các cuộc điều tra mở rộng. Sinh thiết gan. vết H & E.

Khi nghiên cứu giải thích rõ hơn về sinh hóa của việc sử dụng thuốc, ít ADR hơn là Loại B và nhiều loại khác là Loại A. Các cơ chế phổ biến là:
- Dược động học bất thường do 
  - yếu tố di truyền
  - bệnh comorid
- Tác dụng hiệp đồng giữa một trong hai 
  - một loại thuốc và một căn bệnh
  - hai loại thuốc